# Abbaye Sainte-Marie d'Arles-sur-Tech
Pour les articles homonymes, voir Abbaye Sainte-Marie.
L'abbaye Sainte-Marie est une ancienne abbaye située à Arles-sur-Tech dans le département des Pyrénées-Orientales, en France.

## Histoire

### Le haut Moyen Âge: une période d’expansion
En 719 les Sarrasins envahissent la Septimanie. Ils la conserveront jusqu'en 759. Cette année-là, Pépin le Bref parvient à les repousser de l'autre côté des Pyrénées. Le Roussillon est pacifié mais il faut le repeupler. En effet, l'avancée des Sarrasins avait fait fuir les Wisigoths et les autres habitants de la région. Toute la vallée du Tech est déserte. Il ne reste que les vieux bâtiments romains et quelques constructions wisigothiques, essentiellement à usage défensif. Pour faire venir des pionniers francs, Charlemagne fait venir des religieux.
C'est un certain Castellanus, moine venant d'Espagne qui s'installa temporairement aux bains d'Arles (actuellement Amélie-les-Bains) en tant qu'ermite. Ces thermes étaient des constructions antiques abandonnées. Il cherchait un terrain pour y implanter une abbaye. Il trouva le lieu parfait. Ce fut sur ces ruines que le moine édifia un monastère.
Un document de 778, le premier indiquant l'existence de l'abbaye, nous apprend qu'elle a été détruite. En 820, une deuxième abbaye est fondée sur le site actuel, par l'abbé Sunifred, frère de Wilfred le Velu qui était le fondateur de la Maison de Catalogne. Elle est dédiée à sainte Marie. C’est celle qui est toujours visible aujourd'hui.
Louis le Pieux accorde à Castellanus et à sa communauté, déjà importante, la protection royale par une charte du 17 septembre 821.
Cette abbaye attire une importante population dans la vallée. En 832, le successeur de Castellanus, Babylas, vient à Elne pour faire reconnaître ce qui appartient à l'abbaye. Des arpenteurs sillonnent la vallée pour apposer des bornes, limitant ainsi le terrain foncier de l'abbaye.
Durant le IXe siècle, les Normands débarquent sur la côte rocheuse et remontent la vallée du Tech. Ils pillent, en 858, l'abbaye d'Arles-sur-Tech. Parmi les dégâts occasionnés, le clocher est détruit. Les moines ne se réinstallent sur le site qu’à partir de 934.
À la fin du Xe siècle, l'abbé se nomme Arnulfe. Il rapporte de Rome des reliques authentifiées de saint Abdon et saint Sennen qui vaudront à Arles-sur-Tech, le surnom de « ville des Corps Saints ». Il a peut-être fait ce voyage en compagnie du comte de Cerdagne, qui s'est rendu à Rome à la même époque. Ces deux saints sont toujours vénérés à Arles-sur-Tech.

### Le Moyen Âge
En 1078, l'abbaye passe sous l'obédience de l'Ordre de Cluny, puis sous la dépendance de l'Abbaye de Moissac, comme celle de Camprodon fondée aussi par les comtes de Besalú.
L'église abbatiale sera consacrée deux fois. Une première fois, bien qu'inachevée, en 1046 lors d'une cérémonie solennelle réunissant plusieurs évêques et notables de la région, et l'autre en 1157.
Durant les XIe et XIIe siècles, l'abbaye prend vraiment son essor car elle est idéalement placée entre la haute vallée et la plaine. Un marché se crée sur la place aux pieds des murailles. Une ville se dessine peu à peu. Cependant, l'abbaye est rapidement spoliée de ses biens par divers laïcs. Il faut attendre le début du XIIe siècle, avec l'extinction des dynasties des comtes de Besalú et de Cerdagne, pour qu’elle entre sous la protection des comtes de Barcelone qui lui font d'importantes donations. Une campagne de restauration et d'embellissement de l'abbaye est alors entreprise, notamment entre les années 1141 et 1157, date de la nouvelle consécration de l'abbatiale . En effet, les 12 et 13 octobre 1157, les six autels dédiés à Marie, Jean-Baptiste, Pierre, Michel, Tiburce et Gabriel sont consacrés.
En 1235, le premier conflit d'importance a lieu entre les moines et les habitants de la ville. Ces derniers leur reprochent la lourdeur des servitudes, en particulier celles portant sur l'utilisation du four et du moulin. Pour manifester leurs désaccords, ils refusent de rendre hommage à l’abbé Arnald Ier. L'évêque d'Elne, Bernard de Berga et le roi de Majorque, Nuno Sanche qui gouvernait le Roussillon, doivent intervenir pour faire rétablir la paix. Face à ces évènements, l'abbé décide de vendre à Nuno Sanche le village qui s'était formé sur les lieux où Castellanus était devenu ermite, c'est-à-dire « les Bains » (Amélie-les-Bains). Nuno Sanche prend l'engagement de faire édifier un château et d'y faire tenir une garnison.
La période de prospérité, commencée au XIIe siècle, se prolonge au cours du XIIIe siècle : l'abbé Raymond II Desbach (1261-1303) entreprend la construction (ou la reconstruction) d'une grande partie des bâtiments abbatiaux, dont notamment le cloître gothique en marbre de Céret et le Palais abbatial, toujours debout aujourd'hui bien que restauré.

### Le déclin
La décadence s'amorce au XVe siècle même si la guerre entre la France et la Castille durant le XVe siècle ne trouble pas le Vallespir. À la demande de Philippe II, roi d'Espagne, le pape Clément VIII a rattaché l'abbaye d'Arles à l'abbaye Saint-André de Sorède. Les bulles d'union sont datées du 13 août 1592. Depuis cette date, l'abbaye de Sorède n'a plus de religieux et il y en a huit dans l'abbaye d'Arles.
En 1592, le toit de l'église fuit par temps de pluie, signe d’un déclin et d’un manque de moyens financiers pour entretenir l’abbatiale.
Tout se passe sans histoire jusqu'à la Révolte des Angelets, entre 1667 et 1671. Le monastère de Sainte-Marie d'Arles s'est officieusement placé du côté des révoltés, mais sa stratégie a toujours été de feindre la neutralité. Toujours est-il que lorsque les insurgés s'emparent de la ville d'Arles le 27 février 1670 ils ne causent aucun dégât à l'abbaye.
Le 8 octobre 1712, l'abbaye concède aux consuls des Bains d'Arles « les eaux chaudes, bassins et bâtiments servant aux bains, à charge d'une censive de onze francs payable chaque année à la fête de noël, à charge aussi de laisser les religieux et leurs domestiques se baigner gratuitement, de faire les réparations nécessaires… et d'y tenir une prison à la disposition de l'abbé. »
Au XVIIIe siècle, la vie monacale s’éteint peu à peu à Arles. Le 24 mars 1770 l'évêque d'Elne qui avait le titre d'abbé d'Arles démissionne de cette charge. Un abbé commendataire est nommé, il procèdera à la liquidation.
À la Révolution française de 1789, l'abbaye ne compte plus que six moines et fut menacée de vente en tant que bien national. Elle ne souffrit pas de destructions majeures, et l'abbatiale devint l'église paroissiale du village. Les dépendances sont, toutefois, vendues à des propriétaires privés.

### Possessions de l'abbaye de Sainte Marie d'Arles au cours des âges
L'abbaye Sainte-Marie ne fut jamais très riche. Construite dans la profonde vallée du Tech, elle dépendait du comté de Bésalu, lointain. Juste à côté, sur le Canigou, Saint-Michel de Cuxa et Saint-Martin du Canigou se voyaient dotées de grandes portions de terre par leurs seigneurs temporels, les comtes de Cerdagne. Toutefois l’abbaye Sainte-Marie d’Arles-sur-Tech a pu se développer tout doucement, créant un réseau de sanctuaires suivant un but unique : l'accueil des pèlerins en route pour Saint-Jacques de Compostelle.
Le premier de ces sanctuaires est le prieuré de Saint-Martin de Fenouillar, en contrebas de la route qui va du Boulou au Perthus. Il était habité par les moines de Sainte-Marie d'Arles-sur-Tech et fut construit avant 844. Ce prieuré a servi d'église paroissiale aux habitants des contreforts des Albères. Ensuite vint l'hospice du col de la Perche, très éloigné mais habité lui aussi par ces mêmes moines. Cet hospice existait avant 965, année durant laquelle le comte Seniofred le donna à l’abbaye Sainte-Marie. L'église de Coustouges était aussi une possession de l’abbaye Sainte-Marie d’Arles-sur-Tech. En effet, une bulle de Sergius VI, en 1011, signale Coustouges comme appartenant à Arles.
Parmi les autres possessions, il y avait également Saint-Guillem de Combret, la plus élevée des chapelles de la vallée du Tech, et, enfin, la chapelle de Saint-Pierre, à proximité d'Arles-sur-Tech, sur les bords du Riuferrer qui est d'un pur style roman. C'était également une église paroissiale.

## L'église abbatiale
L'église comporte une façade sculptée, ancienne. L'intérieur a été agrandi et surélevé au XIIe siècle, le cloître date du XIIIe siècle. Les autres bâtiments monastiques ont disparu. Le 3 mai 1590 le sculpteur Esteve Bosch (v.1565-16..), et le peintre Antoine Peytavi (v.1540-1592) travaillent conjointement pour différents travaux de sculpture et peinture, sur le tabernacle et la statue du retable du Rosaire

### Description de l'extérieur
L'abbatiale est construite en petit appareil clair à chainages d'angles et retouchés de briques par places. La couverture en tuiles romaines est récente.

#### La façade
Le décor de la façade, orientée à l'est, est un des tout premiers essais de sculpture monumentale datant du milieu du XIe siècle. La décoration est située aux endroits les plus visibles, c’est-à-dire, la porte d'entrée et la fenêtre qui la surmonte. Le portail est surmonté d'un ensemble de dix grandes baies cintrées dont deux seulement sont à claire-voie. Cet ensemble est, à son tour, surmonté par un pignon orné d'une galerie d'arcades aveugles qui sont caractéristiques de l'architecture lombarde.
Au tympan, une croix grecque a été sculptée avec, en son centre, un christ en gloire, assis et bénissant dit Pantocrator. Sur les branches de la croix, dans des médaillons, figurent les symboles des quatre évangélistes : l’aigle pour saint Jean, le lion pour saint Marc, le taureau pour saint Luc et l’ange pour saint Matthieu. La plaque de marbre sculptée ne coïncide donc pas avec le tracé semi-circulaire du tympan et il subsiste autour d'elle d'importantes plages de maçonnerie vierges. De part et d'autre du tympan que surmonte une archivolte, des lions dévorant leur proie, sculptés en haut relief, utilisent les retours de celle-ci comme socles. Les lions s'attaquent à des êtres humains. Ils incarnent, ainsi, le démon qui « comme un lion rugissant, rôde, cherchant qui dévorer » (1er épitre de Pierre 5,8). La croix du tympan apparait comme le symbole glorieux de la victoire remportée par le Christ sur les forces démoniaques.
Au-dessous du Christ, le linteau en granit est ornementé de l’Alpha et de l’Oméga. Il pourrait être le seul souvenir de l’édifice du IXe siècle.
L'ensemble ressort en faible relief. La sculpture rappelle celle des linteaux des églises de Saint-Genis et de Saint-André. Elle renvoie à un travail d'orfèvrerie ou d'ivoire sculpté.
La simplification thématique et formelle de la façade reflète une recherche de monumentalité. Toutefois, cette recherche ne devait pas avoir de suite immédiate et il faudra attendre l’extrême fin du XIe siècle pour que les sculpteurs s'intéressent de nouveau aux tympans et aux linteaux.

#### Le chevet
Il s’agit d’une église avec chevet orienté vers l’ouest, alors que la façade l’est vers l’est. Ceci est exceptionnel et rare à l'époque où toutes les églises et, donc à fortiori celles des abbayes, devaient être orientées vers le tombeau du Christ, soit vers Jérusalem, c’est-à-dire, pour la France, vers l'est. La raison de cette orientation est ignorée.
Le chevet est flanqué de deux clochers tours carrées. Mais seul celui du côté nord est conservé, alors que celui du côté sud est tronqué à la base. Le clocher subsistant est une tour massive avec un couronnement de merlons et sept niveaux d’ouvertures en plein cintre, sur chaque face, dont le nombre varie selon les étages. Il est appareillé de petits carreaux liés au mortier de chaux, avec un chaînage d’angle en pierres de taille.
Les tours ont été classées comme Monument historique par un arrêté du 18 septembre 1929.

### Description de l'intérieur

#### La nef et ses chapelles
Sa structure est de plan basilical à trois nefs avec une nef centrale plus haute que les latérales.
Les trois nefs à l’origine charpentées ont dû recevoir le voûtement actuel en 1157, date de la nouvelle consécration de l’édifice. La nef centrale est couverte en berceau brisé tandis que les collatéraux sont couverts en plein cintre. Les piliers de support doublent le premier mur du XIe siècle. Comme dans toutes les églises de type basilical, des fenêtres hautes éclairent la nef centrale. Les différentes nefs sont séparées par une série d’arcs formerets reposant sur des piliers rectangulaires.
Le vaisseau tripartite est terminé à l’ouest par trois absides semi circulaires.
L'ancienne chapelle du rosaire située au nord ouest le long de la collatéral nord abrite maintenant le retable de saint Pierre. Ce retable date du XVIIIe siècle. Il avait été conçu à l'origine pour l'absidiole sud-ouest. La chapelle accueille aussi, une cuve baptismale du XIIe siècle. Les peintures murales sont du XIVe siècle.
La chapelle des saints Abdon et Sennen située au nord-est, le long du collatéral nord, abrite un retable pré-baroque daté de 1647. Il est l’œuvre de Lazare Trémullas, premier introducteur en Roussillon du grand retable à panneaux sculptés en bas-relief, dorés et polychromes couvrant entièrement le mur du fond de la chapelle. Les panneaux figurent sur le registre supérieur et la prédelle, la passion des deux martyrs originaires de la Perse. Sur le registre inférieur, la translation de leurs reliques à Arles-sur-Tech est présentée. Les titulaires occupent la niche centrale que surmonte un baldaquin avec galerie à balustres, tandis que les panneaux narratifs occupent la prédelle et les travées latérales. L'ascension de la Vierge et la crucifixion surmontent l'axe central.
La chapelle Saint-Joseph située à sud-est de la collatéral nord abrite un retable du XVIIIe siècle. Dans la niche centrale, saint Joseph est entouré de saint Côme et saint Damien, deux saints guérisseurs souvent présents dans les églises du Roussillon. Saint Georges (sant Jordi) terrassant le dragon occupe la niche du couronnement. La dévotion à saint Georges est rare au XVIIIe siècle alors qu'à l'époque médiévale elle est plus fréquente, le saint guerrier étant le protecteur des chevaliers. En effet, à partir du XVIe siècle, le culte de saint Georges disparait peu à peu, au moment où les combats singuliers à la lance et à l'épée cèdent la place à l'artillerie. La permanence de son culte dans la vallée du Tech est surement due au fait qu’il est le Saint Patron de la Catalogne.
La chapelle Saint-Benoit est située au sud-ouest du collatéral sud. L'abbaye se devait de vouer un culte au saint fondateur de l'ordre bénédictin. Une chapelle latérale lui est donc consacrée. Le retable date de 1644. Il présente la statue du saint dans une niche centrale. Saint Étienne et saint Isidore sont dans des niches latérales. Le retable est remarquable pour sa prédelle. En effet, celle-ci présente en continu, une prise d'habit sur toile peinte alors qu'habituellement, y figurent des moments de la vie du saint titulaire du retable. La lecture se fait de gauche à droite. Au premier plan, des prélats, probablement un évêque assis et trois abbés mitrés reçoivent et bénissent des fidèles de la ville venus à la cérémonie. Puis viennent les moments propres à une prise d'habit d'un tout jeune moine : au centre la lecture/récitation de la Règle de saint Benoit et à droite la prise d'habit elle-même. Au couronnement du retable, une Vierge est de facture récente. Aux ailerons du retable, deux toiles peintes figurent à droite sainte Quitterie et à gauche sainte Afra. Ce sont deux martyres du IVe siècle, originaires de Galice pour la première et de Gérone pour la seconde.
La chapelle Saint-Antoine est située au centre du collatéral sud. Les armes de l'abbé Jacques 1er, constructeur des trois chapelles de ce collatéral, sont sculptées sur la clé de voute et aux culots de retombées des nervures. Du mobilier primitif, il ne reste que la table d'autel en granit. Le retable actuel date de 1743 et c'est un parfait exemple de l'art baroque en pays catalan avec niches et colonnes torses. La niche centrale est dédiée à saint Antoine, ermite. Les deux autres sont dédiées aux saints guérisseurs de la peste que l'on retrouve dans de nombreuses églises françaises : saint Sébastien et saint Roch. La prédelle à niches oblongues est intéressante, notamment pour celle du centre qui abrite une statue de sainte Madeleine couchée. Comme dans les chapelles contigües, un "escalier processionnel" qui est tout à la fois, un autel et un retable, témoigne d'une religiosité où les processions étaient l'expression achevée de la dévotion.
L'église est classé au titre des monuments historiques par un arrêté du 21 janvier 1908.

#### Le chœur
Le chœur de l’église est composé d’une abside et de deux absidioles.
L'absidiole sud-ouest est, à l'origine, dédiée à Saint Pierre. Elle accueille aujourd'hui une partie du mobilier entretenu par la confrérie de la Sanch (du précieux sang du Christ). Elle abrite un Saint Sépulcre, une Vierge des douleurs, une Croix de la passion et un Christ aux outrages assis (Ecce Homo).
L’absidiole nord-ouest abrite le retable à baldaquin du Christ de la fin du XVIIIe siècle. L'art baroque qui est caractérisé par le mouvement et la surcharge décorative, s'assagit. Il fait place au vide entre les colonnes et met l'accent sur la gloire du couronnement. Le crucifix central est utilisé depuis le XVIIIe siècle pour la procession nocturne du Vendredi saint.

#### La contre-abside
L'abbatiale Sainte-Marie d'Arles-sur-Tech a la particularité d'être orientée à l'ouest. À l'est, au revers du mur de façade, se développe une sorte de contre-sanctuaire, à trois absides, lointain souvenir des massifs orientaux des églises carolingiennes. Son élément principal est une chapelle haute située au-dessus du portail, où l'on accédait par un escalier à double volée. Cette chapelle est dédiée à Saint Michel et aux archanges. Son décor à fresques daterait du XIIe siècle. Il représente deux figures d'anges : des séraphins aux ailes décorées d'yeux. Au-dessus d'eux, le Christ est représenté en majesté entouré des quatre évangélistes.

#### Le mobilier
Le mobilier de l'église se compose de nombreux éléments :
- une cuve baptismale romane,
- des inscriptions funéraires datées de 1317 et 1355,
- une inscription concernant une fondation de messe au XIVe siècle,
- une grille d'autel du XVIIIe siècle,
- un orgue : l'instrument actuel a remplacé, au XVIIIe siècle, un orgue de facture catalane. Il n'a jamais été transformé malgré de nombreuses restaurations. Il a pu, ainsi, garder la sonorité des instruments du XVIIIe siècle. C'est un orgue « huit pieds en monte » avec positif d dos.
- une chaire du XVIIIe siècle,
- une console en bois doré toujours du XVIIIe siècle,
- un retable faite par Lazare Tremullas datant de 1646,
- 2 retables du XVIIIe siècle,
- 6 panneaux du retable du Rosaire sont datés de 1670. Ils sont les vestiges d'un retable du rosaire en partie détruit au XIXe siècle. C'est un témoignage de la maîtrise des sculpteurs et des doreurs catalans à l'époque baroque,
- des bustes reliquaires de 1425 et de 1440,
- un lustre en fer forgé du XVIIIe siècle,
- un chemin de Croix également du XVIIIe siècle,
- des armoires à reliques creusées dans les piliers de la deuxième travée avec un décor peint à diverses époques : au XIIe siècle et probablement au XIVe siècle. Elles servaient à garder les biens les plus précieux de l'abbaye, à savoir les reliques des deux saints : saint Abdon et saint Sennen.

## Le cloître
Adossé au flanc sud de l'église, le cloître est un exemple unique de l'art gothique languedocien en Catalogne. En effet, rien ne subsiste du cloître roman d'origine. Le cloître actuel, construit sur les anciennes fortifications de l'abbaye, est l'œuvre de l'abbé Ramon Desbac (1261-1303). C'est le premier cloître de style gothique qui a été bâti en Catalogne Nord. Les matériaux marient le marbre blanc de Céret et la pierre de Gérone pour les colonnes.
Au centre du cloître se trouve la Creu del Gra (la Croix du Grain). Cette croix date du XVIe siècle. À l'origine, cette croix serait celle d'un calvaire à l'entrée du village. Elle a été récemment déplacée dans le cloître pour la protéger. Son nom s'explique par la boule de fer prisonnière de sa base, chef-d’œuvre du savoir-faire des forgerons catalans.
Elle a été classée comme Monument Historique par la liste de 1862.
La salle capitulaire s'ouvre sur le cloître par trois baies gothiques.

## La Sainte-Tombe
Près de l'entrée de l'église se trouve un gisant incrusté dans le mur. C'est celui de Gaucelme de Tallet, mort en 1211. Cette sculpture est l'œuvre de Raymond de Bianya.
Sous ce gisant se trouve un sarcophage paléochrétien daté du Ve siècle dit « la Sainte Tombe ». Il a protégé il y a mille ans, à leur arrivée, les reliques des Saints Abdon et Sennen ramenées depuis Rome par Saint Arnulphe. Le sarcophage est fait de marbre bleu de Céret, taillé et sculpté d'un chrisme. Il mesure 1,88 mètre à la base et s'évase jusqu'à 1,92 mètre sur 50 centimètres de large au plus mince à 65 centimètres au plus large. Il est posé sur deux cales de 40 centimètres de côté.
Ce tombeau secrète de l'eau depuis qu'on y a déposé les reliques des saints Abdon et Sennen, alors même que les reliques ont disparu à une date indéterminée. Cette eau disposerait d'un "pouvoir" curatif au bout de neuf jours d'utilisation. Le phénomène a longtemps été considéré comme inexpliqué, et n'a été élucidé qu'en 1961 par les hydrologues Pérard, Honoré et Leborgne.
Les travaux de 1961 ont été confirmés par les études de 1999 et 2000 et lient le remplissage de la tombe à la pluviométrie et à la porosité du couvercle. Le marbre utilisé pour le sarcophage a une origine différente et est étanche. L'eau de pluie s'infiltre dans le couvercle qui joue le rôle de réservoir et s'écoule dans le sarcophage.
L'étude de remplissage du sarcophage montre qu'elle est liée à la pluviométrie, avec un décalage de 5 jours, temps nécessaire à l'eau pour s'infiltrer dans le marbre. Environ 30 % de l'eau de pluie qui atteint le couvercle est recueillie dans le sarcophage. L'étude du phénomène permet également de comprendre la bonne qualité et la pureté de l'eau recueillie.

## Processions et fêtes religieuses
Tous les 30 juillet, a lieu la fête patronale, avec pour point d'orgue la procession de la Rodella (prononcer : « Roudeille »). Cette tradition fut créée au XVe siècle et elle est toujours en vigueur aujourd'hui. La Rodella est une roue dans laquelle est spiralé un long fil de cire d'abeille. Il est offert chaque 30 juillet, jour de la Saint-Abdon et Saint-Sennen, depuis 1465, à l'abbaye Sainte-Marie d'Arles-sur-Tech par le village de Montbolo, afin d'obtenir la protection des Saintes Reliques.
Les paroissiens de Montbolo s'acquittent ainsi du vœu que fit un pâtre pour sauver son troupeau menacé par un violent orage. Les saints ayant exaucé la prière du berger, celui-ci jura avec les habitants du village de porter, chaque année, une offrande de cire à l'abbaye pour la fête des saints.

## Photographies

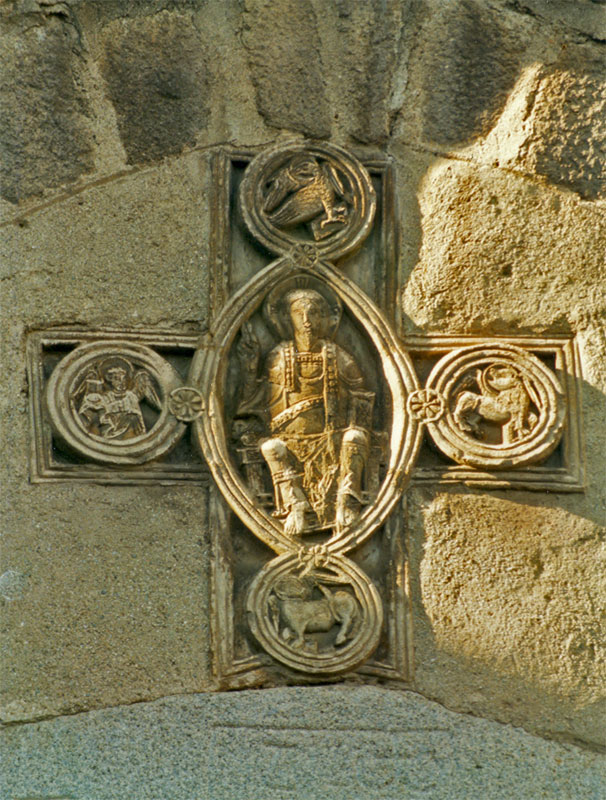
Façade, le Christ en gloire.
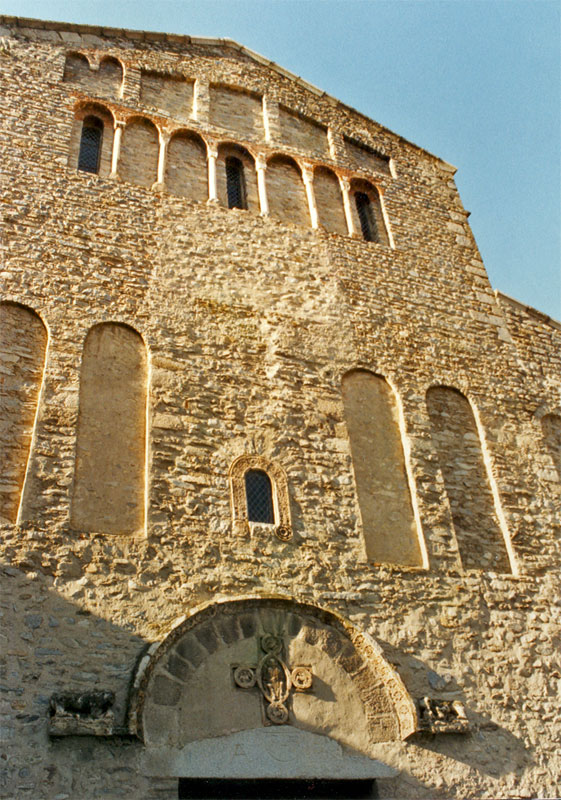
Façade.
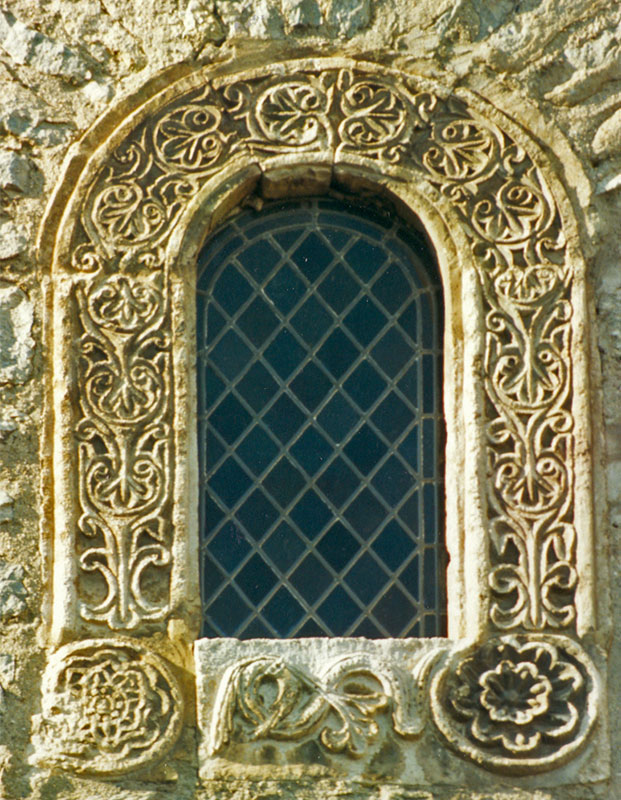
Façade, fenêtre.
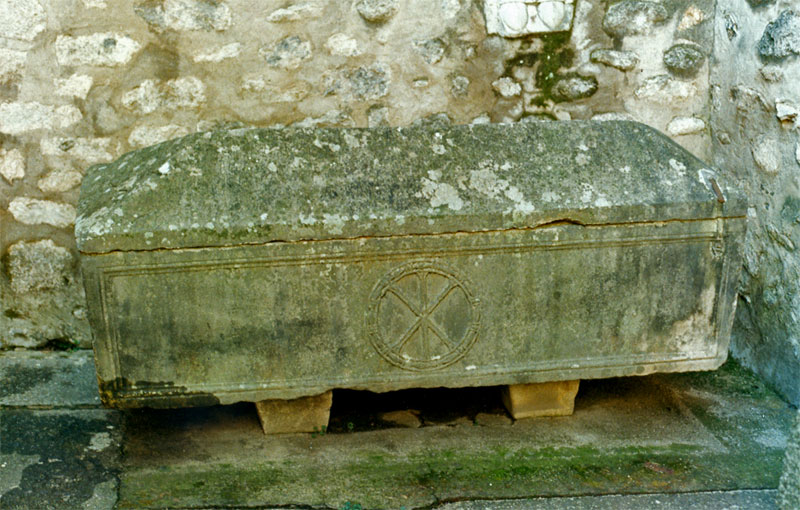
La « Sainte-Tombe ».

### Sources et bibliographie
- Noël Bailbé, Les clochers-tours du Roussillon, Perpignan, Société agricole, scientifique et littéraire des Pyrénées-Orientales, 1989 (ISSN 0767-368X)
- Laurence Carrière, « Les portails des églises et des chapelles du haut et moyen Vallespir (XIIe – XIIIe siècles) », Cahiers de Saint-Michel de Cuxa, no 32,‎ 2001, p. 207-217
- Albert Cazes, Arles, Conflent, coll. « Guide touristique », 1979
- « Abbaye de Notre-Dame d'Arles », dans Claude Devic, Joseph Vaissète, Ernest Roschach, Histoire générale de Languedoc, Édouard Privat libraire-éditeur, Toulouse, 1872, tome 4, p. 452-455 (lire en ligne)
- Marcel Durliat, Roussillon roman, Zodiaque, coll. « La nuit des temps » (no 7), 1986 (4e édition) (ISBN 2-7369-0027-8), p. 24-26
- Géraldine Mallet, Églises romanes oubliées du Roussillon, Barcelone, Les Presses du Languedoc, 2003 (ISBN 2-85998-244-2), p. 288-293
- Dictionnaire des églises de France, Belgique, Luxembourg, Suisse, tome II-C, Robert Laffont, Paris (France)
- Sous la direction de Jean-Marie Pérouse de Montclos, Le guide du Patrimoine : Languedoc, Roussilon, Ministère de la Culture, Hachette, Paris, 1996,  (ISBN 2012423337), p. 606
- Pierre Ponsich, « L'abbaye de Saint-Marie d'Arles », dans Congrès archéologique de France. 112e session. Le Roussillon. 1954, Société française d'archéologie, Paris, 1955, p. 347-377
- (ca) « Santa Maria d'Arles », dans Catalunya romànica, t. XXV : El Vallespir. El Capcir. El Donasà. La Fenolleda. El Perapertusès, Barcelone, Fundació Enciclopèdia Catalana, 1996
- Marie Vallespir, Le mystère de la sainte tombe, Toulouse, Le Méridien La Croix du midi, 1972, 154 p.